# Katherine Johnson
Katherine Johnson (roj. Coleman), ameriška matematičarka, * 26. avgust 1918, White Sulphur Springs, Zahodna Virginija, Združene države Amerike, † 24. februar 2020, Newport News, Virginija.
Njeni izračuni astrodinamike za ameriško vesoljsko agencijo NASA so bili ključni za uspeh zgodnjih ameriških vesoljskih odprav s človeško posadko. V svoji 35-letni karieri pri Nasi in njenem predhodniku, Nacionalnem svetovalnem odboru za aeronavtiko (NACA), se je izkazala s kompleksnimi ročnimi izračuni, prispevala pa je tudi k uvajanju računalnikov, ki so kasneje prevzeli ta opravila. V širšem smislu je kot Afroameričanka igrala pomembno vlogo pri preseganju spolnega in rasnega razlikovanja v stroki.
Pri svojem delu je računala trajektorije, vzletna okna in zasilne poti za vračanje iz orbite za plovila projekta Mercury, vljučno s tistimi za prvega Američana v vesolju Alana Sheparda in prvega Američana v orbiti Johna Glenna. Kasneje je med drugim računala tudi trajektorije za spajanje lunarnih in komandnih modulov odprav na Luno v programu Apollo ter sodelovala pri razvoju programa Space Shuttle.
Leta 2015 ji je takratni ameriški predsednik Barack Obama podelil predsedniško medaljo svobode, leta 2019 pa je prejela še kongresno zlato medaljo. Leta 2016 je izšel biografski film Skriti faktorji o njej in drugih temnopoltih matematičarkah pri Nasi, v katerem jo je kot glavni lik upodobila Taraji P. Henson.